# Lamegal
Lamegal é uma povoação portuguesa sede da Freguesia de Lamegal do Município de Pinhel, freguesia com 21,69 km² de área e 209 habitantes (censo de 2021), tendo, por isso, uma densidade populacional de 9,6 hab./km².
Foi vila e sede de concelho até ao início do século XIX. Era constituído por uma freguesia e tinha, em 1801, 441 habitantes.
A freguesia é composta por quatro aldeias, o Lamegal, sede de freguesia, e Freixinho, Penhaforte e Salgueiral.

## Demografia
A população registada nos censos foi:
| Distribuição da População por Grupos Etários | Distribuição da População por Grupos Etários | Distribuição da População por Grupos Etários | Distribuição da População por Grupos Etários | Distribuição da População por Grupos Etários |
| -------------------------------------------- | -------------------------------------------- | -------------------------------------------- | -------------------------------------------- | -------------------------------------------- |
| Ano                                          | 0-14 Anos                                    | 15-24 Anos                                   | 25-64 Anos                                   | > 65 Anos                                    |
| 2001                                         | 37                                           | 38                                           | 146                                          | 139                                          |
| 2011                                         | 14                                           | 21                                           | 110                                          | 108                                          |
| 2021                                         | 4                                            | 11                                           | 81                                           | 113                                          |

## Património
- Igreja Matriz de Nossa Senhora da Assunção
- Capela de Santo António
- Capela da Senhora da Menina
- Capela de São Pedro do Salgueiral
- Capela da Senhora das Neves do Freixinho
- Capela de Nossa Senhora das Neves de Penha Forte
- Capela de São José
- Pelourinho de Lamegal

## Toponímia
De acordo com o linguista José Pedro Machado, o nome «Lamegal» provém do topónimo latino Lamæcus.
Esta origem etimológica é partilhada por outras localidades portuguesas, nomeadamente Lamega, Lamego e Lamegueiro.

## História
Foi vila e sede de um concelho extinto há já muito tempo. Não teve qualquer foral embora representasse uma pequena unidade concelhia que prevaleceu até às primeiras reformas liberais do século passado. O velho concelho desapareceu, mas o pelourinho, esse, ficou. Antes de ser integrada no concelho (atual município) de Pinhel, a freguesia de Lamegal ainda fez parte do extinto concelho de Jarmelo.
A freguesia é constituída pelos lugares de Freixinho, Penha Forte, Salgueiral e Lamegal. A sua área é de 2.169 hectares, sendo atravessada pela ribeira de Pega ou do Lamegal, que nasce a oeste de Jarmelo, corre na direcção de nordeste, volta para norte e depois de passar em Ribeira de Carinhos, Lamegal e Lameiras, desagua na margem esquerda da ribeira das Cabras, com cerca de 35 quilómetros de curso. As margens da ribeira, cobertas de luxuriante vegetação, emprestam à freguesia um tom paradisíaco, permitindo ainda que os seus campos produzam centeio, batata e vinho com relativa abundância. Durante a primeira metade deste século, houve aqui uma intensa exploração de minérios, sobretudo estanho e volfrâmio. As potencialidades continuam a existir, pelo menos no caso do estanho, só que a procura deste minério deixou praticamente de se observar.
Há vestígios de a freguesia ter sido povoada em tempos, no mínimo, coevos dos romanos. Existe uma bela ponte romana e um grupo considerável de sepulturas cavadas na rocha, talvez de diferentes épocas.
As Inquirições de D. Dinis de Portugal referente à Beira e Além Douro (fls. 2 v) constatam o seguinte: “Dizem as testemunhas que em todo o julgado de Pinhel não há honra nenhuma (entenda-se sem equívoco), salvo o Lamegal que deu el-rei D. Afonso, pai deste rei, a Pedro Annes, e assim o traz D. Orraca (viúva deste e filha bastarda de D. Afonso III). Esteja como está”.
No tempo o referido rei e D. Dinis foi elaborado o “Catálogo das Igrejas do Reino”, cujas décimas seriam cobradas pelo monarca, por um período de três anos, destinando-se a financiar uma pretensa incursão ao Norte de África, ou a travar uma eventual (nunca se soube a verdade) invasão dos mouros. A Igreja de Santa Maria do Lamegal foi taxada em 40 libras.
Depois D. Pedro I coutou este lugar de Lamegal, a Rui Vasques Pereira, tal como o tinham tido os avós paternos da sua mulher, Nesse caso refere-se a João Mendes de Briteiros e sua mulher.
Pelos finais dos padroados, a Igreja de Nossa Senhora da Assunção era uma abadia de apresentação do padroado real, tendo o abade uma côngrua de 200.000 réis anuais e o pé de altar. Também Penha Forte foi freguesia até aos fins do século XVIII, sob a invocação de Nossa Senhora das Neves, isto segundo o “Portugal Sacro e Profano” de Jorge Dias de Nisa. Era um curato, sendo o cura apresentado pelo vigário de Gouveias, com 7 mil réis de côngrua e o pé de altar. Antes de pertencer à diocese da Guarda, integrou o extinto bispado de Pinhel, depois de ter feito parte do de Viseu. A mitra da diocese de Pinhel teve muito boas propriedades nos limites da freguesia, como se mostra de velhas escrituras de arrendamento. Em 1900 integrava o arciprestado de Pinhel. Em meados deste século, era a paroquialidade exercida pelo Pe. Joaquim Simões Cerca, que tinha ainda o encargo das paróquias de Atalaia e Carvalhal.
Durante a Visita Pastoral do século XVI verificou-se que era abade “desta igreja, Pero Coelho que disse ser apresentado por João Ruiz Pereira Marramaque, e que agora não sabe a quem fica a apresentação ou o direito de apresentar. Rende 120.000 reis, paga de colheita 274 reis”. Do recheio da igreja sobressaíam “Dois cálices que terão ambos 7.000 reis”, um turíbulo, uma caldeira de água benta, umas galhetas e quatro castiçais. As peças dos Fregueses eram constituídas por “uma cruz que tem o pé de latão moirisco e terá 13.000 reis, com manga velha, uma tumba de defuntos com seu pano xamalote roxo, uma Custódia de Pau sobredourada, dois lampadários, uma lanterna, um sacrário bom”. Havia ainda “um Retábulo com a imagem de Nossa Senhora no meio, e nas ilhargas São Martinho e São Tiago”.
Em 1727, o Reverendo Diogo de Almeida Carvalhais, abade da igreja paroquial do Lamegal, fez uma Capela da Senhora do Rosário nos limites da freguesia junto ao Safurdão. O parecer do informador foi de que “para uma grande Matriz não lhe falta nada; muito bem forrada de apainelado, boa tribuna, superiores imagens, bons castiçais assim de prata como de ébano, cálice de prata…”. A escritura foi lavrada a 17 de Setembro de 1727 na Quinta da Devesa, arrabalde da vila do Jarmelo, comarca da Guarda. Este documento consta do Livro Paroquial 56, folhas 326 v e 328 v. De outro livro consta que “os moradores do lugar do Freixinho fizeram naquele lugar uma Capela de S. José por devoção que tinham com o mesmo santo”. A licença para a bênção foi concedida em 3 de Janeiro de 1757.
Mas a grande devoção deste povo é a Nossa Senhora da Menina e sua ermida, situada junto do Salgueiral e branquejando no meio dos carvalhais. Próximo da capela ergue-se um calvário com três cruzes, em granito, onde, no dia da festa, se juntam as procissões dos devotos. O templo apresenta na frontaria uma inscrição que diz: “ANO 1701 AVE AQUEN”. A imagem de Nossa Senhora da Menina é policromada, bem proporcionada, tem o Menino ao colo, está com os olhos postos no céu, e aos pés, admira-se a imagem de uma menina, que é quem lhe dá o nome.